# ویولتا گئورگیان
ویولتا گئورگیان (ارمنی: Վիոլետա Գևորգյան؛ انگلیسی: Violeta Gevorgyan؛ زادهٔ ۵ اوت ۱۹۴۴ - درگذشته ۱۹ ژوئن ۲۰۲۴) بازیگر اهل ارمنستان بود. وی بین سال‌های ۱۹۶۷ تا ۲۰۲۴ میلادی فعالیت می‌کرد.

## زندگی‌نامه
وی در ۵ اوت ۱۹۴۴ ‏در تفلیس به‌دنیا آمد. وی در تئاتر نمایشی هراچیا غاپلانیان فعالیت می‌کند. وی همچنین برنده جوایزی همچون هنرمند مردمی ارمنستان شوروی (۱۹۸۷) شد. وی در ۱۹ ژوئن ۲۰۲۴ در سن ۷۹ سالگی در لس آنجلس درگذشت.

## گزیده فیلم‌شناسی
از فیلم‌ها یا برنامه‌های تلویزیونی که وی در آن نقش داشته است می‌توان به آفتاب پاییزی اشاره کرد.